# Ptilopachus
Genre
Ptilopachus est un genre d'oiseaux de la famille des Odontophoridae.

## Liste d'espèces
Selon la classification de référence du Congrès ornithologique international (version 15.1, 2025) :
- Ptilopachus petrosus (Gmelin, JF, 1789) — Poulette de roches ;
- Ptilopachus nahani (Dubois, AJC, 1905) — Poulette de Nahan.

## Répartition
Les espèces de ce genre se rencontrent en Afrique.